# OK Nederland
OK is een van origine Zweeds bedrijf dat zijn Nederlandse activiteiten in 2004 verkocht aan het Nederlandse Catom Group. Het hoofdkantoor is gevestigd in Breda.

## Actviteiten
In juni 2025 beschikte OK Nederland over 100 tankstations in Nederland. 
In juli 2025 werd een significante groei aangekondigd door de overname van 300 tankstations en 15 laadpleinen van het Britse BP in Nederland. De overname moest nog wel goedkeuring krijgen van de Autoriteit Consument & Markt (ACM). Alle BP-tankstations en -laadpleinen zullen na goedkeuring vanaf eind 2025 worden omgebouwd tot OK-tankstations. Het wordt hiermee na Shell en Total een van de grootste tankstation-exploitanten van het land.

## Sponsoring
Sinds medio 2019 is OK Nederland hoofdsponsor van de betaald voetbalclub NAC Breda. Deze sponsorovereenkomst werd enkele keren verlengt en loopt tot medio 2026.
Agip (Eni) · Aral · Argos Oil · AVIA · BP · Esso · Gulf Oil · IQ-Diskont · JET · LUKoil · MOL · OCTA+ · OK Nederland · OMV · Orlen · Preem · Q8 · Repsol · Shell · Statoil · Tamoil · Texaco · Total

Onbemande tankstations in België en Nederland: AVIA Xpress · amiGo · DATS 24 · Esso Express · Firezone · OK Express · Q8 Easy · Shell Express · Tamoil Express · Tango · Tinq · Total Express